# Tvedestrand
Tvedestrand – norweskie miasto i gmina leżąca w regionie Agder.
Tvedestrand jest 323. norweską gminą pod względem powierzchni.

## Demografia
Według danych z roku 2005 gminę zamieszkuje 5889 osób, gęstość zaludnienia wynosi 27,19 os./km². Pod względem zaludnienia Tvedestrand zajmuje 170. miejsce wśród norweskich gmin.
| ludność stan na 1 stycznia 2005 |         |           |       |
|                                 | kobiety | mężczyźni | razem |
| osób                            | 2843    | 3046      | 5889  |
| %                               | 48,28%  | 51,72%    | 100%  |

| wykształcenie stan na 1 października 2004 |        |         |        |        |
|                                           | podst. | średnie | wyższe | niezn. |
| osób                                      | 884    | 2887    | 886    | 94     |
| %                                         | 18,61% | 60,77%  | 18,65% | 1,98%  |

## Edukacja
Według danych z 1 października 2004:
- liczba szkół podstawowych (norw. grunnskolar): 7
- liczba uczniów szkół podst.: 812

## Władze gminy
Według danych na rok 2011 administratorem gminy (norw. rådmann) jest Jarle Bjørn Hanken, natomiast burmistrzem (norw. ordfører, d. borgermester) jest Jan Dukene.